# Iso Pöytjärvi
Iso Pöytjärvi är en sjö i kommunen Kouvola i landskapet Kymmenedalen i Finland. Arean är 39 hektar och strandlinjen är 3,5 kilometer lång. Sjön  ingår i Kymmene älvs huvudavrinningsområde.   Den ligger omkring 80 kilometer nordväst om Kotka och omkring 130 kilometer nordöst om Helsingfors. 